# Campeonato Brasileiro de Futebol de 2017 - Série C
A Série C do Campeonato Brasileiro de Futebol de 2017 foi uma competição equivalente à terceira divisão do futebol do Brasil. Contando como a 27.ª edição da história, foi disputada por 20 clubes, onde os quatro mais bem colocados conquistaram o acesso à Série B de 2018 e os dois últimos colocados de cada grupo na primeira fase foram rebaixados à Série D de 2018.
Na final do campeonato, o CSA garantiu seu primeiro título nacional depois de derrotar o Fortaleza por 2–1, fora de casa, e empatar sem gols no jogo da volta, em Maceió. Os dois finalistas, juntamente com os semifinalistas São Bento e Sampaio Corrêa, obtiveram o acesso para a Série B de 2018. Pela primeira vez na história, uma mesma região (Nordeste) teve três clubes subindo de divisão juntos em uma mesma edição de Série C.
Já na parte de baixo da tabela, a primeira equipe descendida à Série D de 2018 foi o Mogi Mirim, que teve seu quarto rebaixamento em dois anos decretado na 16ª rodada, após ser goleado pelo Volta Redonda (4–0) fora de casa. Na 17ª rodada, o ASA foi o segundo time rebaixado depois de empatar com o Botafogo-PB (0–0) em João Pessoa. A relação de rebaixados ficou completa na última rodada com o Macaé e o Moto Club: a equipe fluminense empatou sem gols com o Tombense, no Moacyrzão, e o time maranhense foi derrotado pelo Fortaleza (1–0) fora de casa.

## Formato e regulamento
A edição de 2017 manteve o formato em vigor desde 2012, uma vez que o calendário divulgado pela CBF reservou apenas 24 datas para a competição. A competição foi disputada por 20 clubes, divididos em dois grupos: Grupo A e Grupo B. Em cada grupo, os times se enfrentaram duas vezes - jogos de ida e volta -, totalizando 18 rodadas, com os quatro melhores de cada grupo avançando para a fase eliminatória. As duas piores equipes de cada grupo foram rebaixadas para a Série D. Por outro lado, os quatro semifinalistas se garantiram automaticamente na Série B de 2018.

### Critérios de desempate
Caso haja empate de pontos entre dois ou mais clubes, os critérios de desempate foram aplicados na seguinte ordem:
1. Número de vitórias
2. Saldo de gols
3. Gols marcados
4. Confronto direto
5. Número de cartões vermelhos
6. Número de cartões amarelos
7. Sorteio

## Participantes
| Equipe              | Cidade            | Estado | Em 2016       | Estádio (mando)     | Capacidade | Títulos        |
| ------------------- | ----------------- | ------ | ------------- | ------------------- | ---------- | -------------- |
| ASA                 | Arapiraca         | AL     | 8º            | Fumeirão            | 15 332     | 0 (não possui) |
| Botafogo-PB         | João Pessoa       | PB     | 7º            | Almeidão (PB)       | 19 000     | 0 (não possui) |
| Botafogo-SP         | Ribeirão Preto    | SP     | 5º            | Santa Cruz          | 29 292     | 0 (não possui) |
| Bragantino          | Bragança Paulista | SP     | 19° (Série B) | Nabi Abi Chedid     | 17 128     | 1 (2007)       |
| Confiança           | Aracaju           | SE     | 13º           | Batistão            | 15 586     | 0 (não possui) |
| CSA                 | Maceió            | AL     | 2º (Série D)  | Rei Pelé            | 17 126     | 0 (não possui) |
| Cuiabá              | Cuiabá            | MT     | 12º           | Arena Pantanal      | 44 000     | 0 (não possui) |
| Fortaleza           | Fortaleza         | CE     | 6º            | Presidente Vargas   | 20 262     | 0 (não possui) |
| Joinville           | Joinville         | SC     | 17° (Série B) | Arena Joinville     | 22 400     | 1 (2011)       |
| Macaé               | Macaé             | RJ     | 16º           | Moacyrzão           | 15 000     | 1 (2014)       |
| Mogi Mirim          | Mogi Mirim        | SP     | 15º           | Vail Chaves         | 19 900     | 0 (não possui) |
| Moto Club           | São Luís          | MA     | 4º (Série D)  | Castelão            | 40 149     | 0 (não possui) |
| Remo                | Belém             | PA     | 11º           | Mangueirão          | 45 007     | 1 (2005)       |
| Salgueiro           | Salgueiro         | PE     | 14º           | Cornélio de Barros  | 12 070     | 0 (não possui) |
| Sampaio Corrêa      | São Luís          | MA     | 20º (Série B) | Castelão            | 40 149     | 1 (1997)       |
| São Bento           | Sorocaba          | SP     | 3º (Série D)  | Walter Ribeiro      | 13 772     | 0 (não possui) |
| Tombense            | Tombos            | MG     | 9º            | Almeidão (MG)       | 3 050      | 0 (não possui) |
| Tupi                | Juiz de Fora      | MG     | 18° (Série B) | Mario Helênio       | 30 000     | 0 (não possui) |
| Volta Redonda       | Volta Redonda     | RJ     | 1º (Série D)  | Raulino de Oliveira | 20 255     | 0 (não possui) |
| Ypiranga de Erechim | Erechim           | RS     | 10º           | Colosso da Lagoa    | 22 000     | 0 (não possui) |

## Estádios
| ASA | Botafogo-PB | Botafogo-SP | Bragantino | Confiança | CSA                 |
| --- | --- | --- | --- | --- | ------------------- |
| Fumeirão | Almeidão (PB) | Santa Cruz | Nabi Abi Chedid | Batistão | Rei Pelé            |
| Capacidade: 15 332 | Capacidade: 19 000 | Capacidade: 29 292 | Capacidade: 17 128 | Capacidade: 15 586 | Capacidade: 17 126  |
| | | | | |                     |
| Cuiabá | \| ASA Botafogo-PB Botafogo-SP Bragantino Confiança CSA Cuiabá Fortaleza Joinville Macaé Mogi Mirim Moto Club Remo Salgueiro Sampaio Corrêa São Bento Tombense Tupi Volta Redonda Ypiranga-RSLocalização dos times por Estado. Grupo A; Grupo B. Localização das equipes participantes da Série C de 2017 \| | \| ASA Botafogo-PB Botafogo-SP Bragantino Confiança CSA Cuiabá Fortaleza Joinville Macaé Mogi Mirim Moto Club Remo Salgueiro Sampaio Corrêa São Bento Tombense Tupi Volta Redonda Ypiranga-RSLocalização dos times por Estado. Grupo A; Grupo B. Localização das equipes participantes da Série C de 2017 \| | \| ASA Botafogo-PB Botafogo-SP Bragantino Confiança CSA Cuiabá Fortaleza Joinville Macaé Mogi Mirim Moto Club Remo Salgueiro Sampaio Corrêa São Bento Tombense Tupi Volta Redonda Ypiranga-RSLocalização dos times por Estado. Grupo A; Grupo B. Localização das equipes participantes da Série C de 2017 \| | \| ASA Botafogo-PB Botafogo-SP Bragantino Confiança CSA Cuiabá Fortaleza Joinville Macaé Mogi Mirim Moto Club Remo Salgueiro Sampaio Corrêa São Bento Tombense Tupi Volta Redonda Ypiranga-RSLocalização dos times por Estado. Grupo A; Grupo B. Localização das equipes participantes da Série C de 2017 \| | Fortaleza           |
| Arena Pantanal | \| ASA Botafogo-PB Botafogo-SP Bragantino Confiança CSA Cuiabá Fortaleza Joinville Macaé Mogi Mirim Moto Club Remo Salgueiro Sampaio Corrêa São Bento Tombense Tupi Volta Redonda Ypiranga-RSLocalização dos times por Estado. Grupo A; Grupo B. Localização das equipes participantes da Série C de 2017 \| | \| ASA Botafogo-PB Botafogo-SP Bragantino Confiança CSA Cuiabá Fortaleza Joinville Macaé Mogi Mirim Moto Club Remo Salgueiro Sampaio Corrêa São Bento Tombense Tupi Volta Redonda Ypiranga-RSLocalização dos times por Estado. Grupo A; Grupo B. Localização das equipes participantes da Série C de 2017 \| | \| ASA Botafogo-PB Botafogo-SP Bragantino Confiança CSA Cuiabá Fortaleza Joinville Macaé Mogi Mirim Moto Club Remo Salgueiro Sampaio Corrêa São Bento Tombense Tupi Volta Redonda Ypiranga-RSLocalização dos times por Estado. Grupo A; Grupo B. Localização das equipes participantes da Série C de 2017 \| | \| ASA Botafogo-PB Botafogo-SP Bragantino Confiança CSA Cuiabá Fortaleza Joinville Macaé Mogi Mirim Moto Club Remo Salgueiro Sampaio Corrêa São Bento Tombense Tupi Volta Redonda Ypiranga-RSLocalização dos times por Estado. Grupo A; Grupo B. Localização das equipes participantes da Série C de 2017 \| | Presidente Vargas   |
| Capacidade: 44 000 | \| ASA Botafogo-PB Botafogo-SP Bragantino Confiança CSA Cuiabá Fortaleza Joinville Macaé Mogi Mirim Moto Club Remo Salgueiro Sampaio Corrêa São Bento Tombense Tupi Volta Redonda Ypiranga-RSLocalização dos times por Estado. Grupo A; Grupo B. Localização das equipes participantes da Série C de 2017 \| | \| ASA Botafogo-PB Botafogo-SP Bragantino Confiança CSA Cuiabá Fortaleza Joinville Macaé Mogi Mirim Moto Club Remo Salgueiro Sampaio Corrêa São Bento Tombense Tupi Volta Redonda Ypiranga-RSLocalização dos times por Estado. Grupo A; Grupo B. Localização das equipes participantes da Série C de 2017 \| | \| ASA Botafogo-PB Botafogo-SP Bragantino Confiança CSA Cuiabá Fortaleza Joinville Macaé Mogi Mirim Moto Club Remo Salgueiro Sampaio Corrêa São Bento Tombense Tupi Volta Redonda Ypiranga-RSLocalização dos times por Estado. Grupo A; Grupo B. Localização das equipes participantes da Série C de 2017 \| | \| ASA Botafogo-PB Botafogo-SP Bragantino Confiança CSA Cuiabá Fortaleza Joinville Macaé Mogi Mirim Moto Club Remo Salgueiro Sampaio Corrêa São Bento Tombense Tupi Volta Redonda Ypiranga-RSLocalização dos times por Estado. Grupo A; Grupo B. Localização das equipes participantes da Série C de 2017 \| | Capacidade: 20 262  |
| | \| ASA Botafogo-PB Botafogo-SP Bragantino Confiança CSA Cuiabá Fortaleza Joinville Macaé Mogi Mirim Moto Club Remo Salgueiro Sampaio Corrêa São Bento Tombense Tupi Volta Redonda Ypiranga-RSLocalização dos times por Estado. Grupo A; Grupo B. Localização das equipes participantes da Série C de 2017 \| | \| ASA Botafogo-PB Botafogo-SP Bragantino Confiança CSA Cuiabá Fortaleza Joinville Macaé Mogi Mirim Moto Club Remo Salgueiro Sampaio Corrêa São Bento Tombense Tupi Volta Redonda Ypiranga-RSLocalização dos times por Estado. Grupo A; Grupo B. Localização das equipes participantes da Série C de 2017 \| | \| ASA Botafogo-PB Botafogo-SP Bragantino Confiança CSA Cuiabá Fortaleza Joinville Macaé Mogi Mirim Moto Club Remo Salgueiro Sampaio Corrêa São Bento Tombense Tupi Volta Redonda Ypiranga-RSLocalização dos times por Estado. Grupo A; Grupo B. Localização das equipes participantes da Série C de 2017 \| | \| ASA Botafogo-PB Botafogo-SP Bragantino Confiança CSA Cuiabá Fortaleza Joinville Macaé Mogi Mirim Moto Club Remo Salgueiro Sampaio Corrêa São Bento Tombense Tupi Volta Redonda Ypiranga-RSLocalização dos times por Estado. Grupo A; Grupo B. Localização das equipes participantes da Série C de 2017 \| |                     |
| Joinville | \| ASA Botafogo-PB Botafogo-SP Bragantino Confiança CSA Cuiabá Fortaleza Joinville Macaé Mogi Mirim Moto Club Remo Salgueiro Sampaio Corrêa São Bento Tombense Tupi Volta Redonda Ypiranga-RSLocalização dos times por Estado. Grupo A; Grupo B. Localização das equipes participantes da Série C de 2017 \| | \| ASA Botafogo-PB Botafogo-SP Bragantino Confiança CSA Cuiabá Fortaleza Joinville Macaé Mogi Mirim Moto Club Remo Salgueiro Sampaio Corrêa São Bento Tombense Tupi Volta Redonda Ypiranga-RSLocalização dos times por Estado. Grupo A; Grupo B. Localização das equipes participantes da Série C de 2017 \| | \| ASA Botafogo-PB Botafogo-SP Bragantino Confiança CSA Cuiabá Fortaleza Joinville Macaé Mogi Mirim Moto Club Remo Salgueiro Sampaio Corrêa São Bento Tombense Tupi Volta Redonda Ypiranga-RSLocalização dos times por Estado. Grupo A; Grupo B. Localização das equipes participantes da Série C de 2017 \| | \| ASA Botafogo-PB Botafogo-SP Bragantino Confiança CSA Cuiabá Fortaleza Joinville Macaé Mogi Mirim Moto Club Remo Salgueiro Sampaio Corrêa São Bento Tombense Tupi Volta Redonda Ypiranga-RSLocalização dos times por Estado. Grupo A; Grupo B. Localização das equipes participantes da Série C de 2017 \| | Macaé               |
| Arena Joinville | \| ASA Botafogo-PB Botafogo-SP Bragantino Confiança CSA Cuiabá Fortaleza Joinville Macaé Mogi Mirim Moto Club Remo Salgueiro Sampaio Corrêa São Bento Tombense Tupi Volta Redonda Ypiranga-RSLocalização dos times por Estado. Grupo A; Grupo B. Localização das equipes participantes da Série C de 2017 \| | \| ASA Botafogo-PB Botafogo-SP Bragantino Confiança CSA Cuiabá Fortaleza Joinville Macaé Mogi Mirim Moto Club Remo Salgueiro Sampaio Corrêa São Bento Tombense Tupi Volta Redonda Ypiranga-RSLocalização dos times por Estado. Grupo A; Grupo B. Localização das equipes participantes da Série C de 2017 \| | \| ASA Botafogo-PB Botafogo-SP Bragantino Confiança CSA Cuiabá Fortaleza Joinville Macaé Mogi Mirim Moto Club Remo Salgueiro Sampaio Corrêa São Bento Tombense Tupi Volta Redonda Ypiranga-RSLocalização dos times por Estado. Grupo A; Grupo B. Localização das equipes participantes da Série C de 2017 \| | \| ASA Botafogo-PB Botafogo-SP Bragantino Confiança CSA Cuiabá Fortaleza Joinville Macaé Mogi Mirim Moto Club Remo Salgueiro Sampaio Corrêa São Bento Tombense Tupi Volta Redonda Ypiranga-RSLocalização dos times por Estado. Grupo A; Grupo B. Localização das equipes participantes da Série C de 2017 \| | Moacyrzão           |
| Capacidade: 22 000 | \| ASA Botafogo-PB Botafogo-SP Bragantino Confiança CSA Cuiabá Fortaleza Joinville Macaé Mogi Mirim Moto Club Remo Salgueiro Sampaio Corrêa São Bento Tombense Tupi Volta Redonda Ypiranga-RSLocalização dos times por Estado. Grupo A; Grupo B. Localização das equipes participantes da Série C de 2017 \| | \| ASA Botafogo-PB Botafogo-SP Bragantino Confiança CSA Cuiabá Fortaleza Joinville Macaé Mogi Mirim Moto Club Remo Salgueiro Sampaio Corrêa São Bento Tombense Tupi Volta Redonda Ypiranga-RSLocalização dos times por Estado. Grupo A; Grupo B. Localização das equipes participantes da Série C de 2017 \| | \| ASA Botafogo-PB Botafogo-SP Bragantino Confiança CSA Cuiabá Fortaleza Joinville Macaé Mogi Mirim Moto Club Remo Salgueiro Sampaio Corrêa São Bento Tombense Tupi Volta Redonda Ypiranga-RSLocalização dos times por Estado. Grupo A; Grupo B. Localização das equipes participantes da Série C de 2017 \| | \| ASA Botafogo-PB Botafogo-SP Bragantino Confiança CSA Cuiabá Fortaleza Joinville Macaé Mogi Mirim Moto Club Remo Salgueiro Sampaio Corrêa São Bento Tombense Tupi Volta Redonda Ypiranga-RSLocalização dos times por Estado. Grupo A; Grupo B. Localização das equipes participantes da Série C de 2017 \| | Capacidade: 15 000  |
| | \| ASA Botafogo-PB Botafogo-SP Bragantino Confiança CSA Cuiabá Fortaleza Joinville Macaé Mogi Mirim Moto Club Remo Salgueiro Sampaio Corrêa São Bento Tombense Tupi Volta Redonda Ypiranga-RSLocalização dos times por Estado. Grupo A; Grupo B. Localização das equipes participantes da Série C de 2017 \| | \| ASA Botafogo-PB Botafogo-SP Bragantino Confiança CSA Cuiabá Fortaleza Joinville Macaé Mogi Mirim Moto Club Remo Salgueiro Sampaio Corrêa São Bento Tombense Tupi Volta Redonda Ypiranga-RSLocalização dos times por Estado. Grupo A; Grupo B. Localização das equipes participantes da Série C de 2017 \| | \| ASA Botafogo-PB Botafogo-SP Bragantino Confiança CSA Cuiabá Fortaleza Joinville Macaé Mogi Mirim Moto Club Remo Salgueiro Sampaio Corrêa São Bento Tombense Tupi Volta Redonda Ypiranga-RSLocalização dos times por Estado. Grupo A; Grupo B. Localização das equipes participantes da Série C de 2017 \| | \| ASA Botafogo-PB Botafogo-SP Bragantino Confiança CSA Cuiabá Fortaleza Joinville Macaé Mogi Mirim Moto Club Remo Salgueiro Sampaio Corrêa São Bento Tombense Tupi Volta Redonda Ypiranga-RSLocalização dos times por Estado. Grupo A; Grupo B. Localização das equipes participantes da Série C de 2017 \| |                     |
| Mogi Mirim | \| ASA Botafogo-PB Botafogo-SP Bragantino Confiança CSA Cuiabá Fortaleza Joinville Macaé Mogi Mirim Moto Club Remo Salgueiro Sampaio Corrêa São Bento Tombense Tupi Volta Redonda Ypiranga-RSLocalização dos times por Estado. Grupo A; Grupo B. Localização das equipes participantes da Série C de 2017 \| | \| ASA Botafogo-PB Botafogo-SP Bragantino Confiança CSA Cuiabá Fortaleza Joinville Macaé Mogi Mirim Moto Club Remo Salgueiro Sampaio Corrêa São Bento Tombense Tupi Volta Redonda Ypiranga-RSLocalização dos times por Estado. Grupo A; Grupo B. Localização das equipes participantes da Série C de 2017 \| | \| ASA Botafogo-PB Botafogo-SP Bragantino Confiança CSA Cuiabá Fortaleza Joinville Macaé Mogi Mirim Moto Club Remo Salgueiro Sampaio Corrêa São Bento Tombense Tupi Volta Redonda Ypiranga-RSLocalização dos times por Estado. Grupo A; Grupo B. Localização das equipes participantes da Série C de 2017 \| | \| ASA Botafogo-PB Botafogo-SP Bragantino Confiança CSA Cuiabá Fortaleza Joinville Macaé Mogi Mirim Moto Club Remo Salgueiro Sampaio Corrêa São Bento Tombense Tupi Volta Redonda Ypiranga-RSLocalização dos times por Estado. Grupo A; Grupo B. Localização das equipes participantes da Série C de 2017 \| | Moto Club           |
| Vail Chaves | \| ASA Botafogo-PB Botafogo-SP Bragantino Confiança CSA Cuiabá Fortaleza Joinville Macaé Mogi Mirim Moto Club Remo Salgueiro Sampaio Corrêa São Bento Tombense Tupi Volta Redonda Ypiranga-RSLocalização dos times por Estado. Grupo A; Grupo B. Localização das equipes participantes da Série C de 2017 \| | \| ASA Botafogo-PB Botafogo-SP Bragantino Confiança CSA Cuiabá Fortaleza Joinville Macaé Mogi Mirim Moto Club Remo Salgueiro Sampaio Corrêa São Bento Tombense Tupi Volta Redonda Ypiranga-RSLocalização dos times por Estado. Grupo A; Grupo B. Localização das equipes participantes da Série C de 2017 \| | \| ASA Botafogo-PB Botafogo-SP Bragantino Confiança CSA Cuiabá Fortaleza Joinville Macaé Mogi Mirim Moto Club Remo Salgueiro Sampaio Corrêa São Bento Tombense Tupi Volta Redonda Ypiranga-RSLocalização dos times por Estado. Grupo A; Grupo B. Localização das equipes participantes da Série C de 2017 \| | \| ASA Botafogo-PB Botafogo-SP Bragantino Confiança CSA Cuiabá Fortaleza Joinville Macaé Mogi Mirim Moto Club Remo Salgueiro Sampaio Corrêa São Bento Tombense Tupi Volta Redonda Ypiranga-RSLocalização dos times por Estado. Grupo A; Grupo B. Localização das equipes participantes da Série C de 2017 \| | Castelão            |
| Capacidade: 19 900 | \| ASA Botafogo-PB Botafogo-SP Bragantino Confiança CSA Cuiabá Fortaleza Joinville Macaé Mogi Mirim Moto Club Remo Salgueiro Sampaio Corrêa São Bento Tombense Tupi Volta Redonda Ypiranga-RSLocalização dos times por Estado. Grupo A; Grupo B. Localização das equipes participantes da Série C de 2017 \| | \| ASA Botafogo-PB Botafogo-SP Bragantino Confiança CSA Cuiabá Fortaleza Joinville Macaé Mogi Mirim Moto Club Remo Salgueiro Sampaio Corrêa São Bento Tombense Tupi Volta Redonda Ypiranga-RSLocalização dos times por Estado. Grupo A; Grupo B. Localização das equipes participantes da Série C de 2017 \| | \| ASA Botafogo-PB Botafogo-SP Bragantino Confiança CSA Cuiabá Fortaleza Joinville Macaé Mogi Mirim Moto Club Remo Salgueiro Sampaio Corrêa São Bento Tombense Tupi Volta Redonda Ypiranga-RSLocalização dos times por Estado. Grupo A; Grupo B. Localização das equipes participantes da Série C de 2017 \| | \| ASA Botafogo-PB Botafogo-SP Bragantino Confiança CSA Cuiabá Fortaleza Joinville Macaé Mogi Mirim Moto Club Remo Salgueiro Sampaio Corrêa São Bento Tombense Tupi Volta Redonda Ypiranga-RSLocalização dos times por Estado. Grupo A; Grupo B. Localização das equipes participantes da Série C de 2017 \| | Capacidade: 40 149  |
| | \| ASA Botafogo-PB Botafogo-SP Bragantino Confiança CSA Cuiabá Fortaleza Joinville Macaé Mogi Mirim Moto Club Remo Salgueiro Sampaio Corrêa São Bento Tombense Tupi Volta Redonda Ypiranga-RSLocalização dos times por Estado. Grupo A; Grupo B. Localização das equipes participantes da Série C de 2017 \| | \| ASA Botafogo-PB Botafogo-SP Bragantino Confiança CSA Cuiabá Fortaleza Joinville Macaé Mogi Mirim Moto Club Remo Salgueiro Sampaio Corrêa São Bento Tombense Tupi Volta Redonda Ypiranga-RSLocalização dos times por Estado. Grupo A; Grupo B. Localização das equipes participantes da Série C de 2017 \| | \| ASA Botafogo-PB Botafogo-SP Bragantino Confiança CSA Cuiabá Fortaleza Joinville Macaé Mogi Mirim Moto Club Remo Salgueiro Sampaio Corrêa São Bento Tombense Tupi Volta Redonda Ypiranga-RSLocalização dos times por Estado. Grupo A; Grupo B. Localização das equipes participantes da Série C de 2017 \| | \| ASA Botafogo-PB Botafogo-SP Bragantino Confiança CSA Cuiabá Fortaleza Joinville Macaé Mogi Mirim Moto Club Remo Salgueiro Sampaio Corrêa São Bento Tombense Tupi Volta Redonda Ypiranga-RSLocalização dos times por Estado. Grupo A; Grupo B. Localização das equipes participantes da Série C de 2017 \| |                     |
| Remo | \| ASA Botafogo-PB Botafogo-SP Bragantino Confiança CSA Cuiabá Fortaleza Joinville Macaé Mogi Mirim Moto Club Remo Salgueiro Sampaio Corrêa São Bento Tombense Tupi Volta Redonda Ypiranga-RSLocalização dos times por Estado. Grupo A; Grupo B. Localização das equipes participantes da Série C de 2017 \| | \| ASA Botafogo-PB Botafogo-SP Bragantino Confiança CSA Cuiabá Fortaleza Joinville Macaé Mogi Mirim Moto Club Remo Salgueiro Sampaio Corrêa São Bento Tombense Tupi Volta Redonda Ypiranga-RSLocalização dos times por Estado. Grupo A; Grupo B. Localização das equipes participantes da Série C de 2017 \| | \| ASA Botafogo-PB Botafogo-SP Bragantino Confiança CSA Cuiabá Fortaleza Joinville Macaé Mogi Mirim Moto Club Remo Salgueiro Sampaio Corrêa São Bento Tombense Tupi Volta Redonda Ypiranga-RSLocalização dos times por Estado. Grupo A; Grupo B. Localização das equipes participantes da Série C de 2017 \| | \| ASA Botafogo-PB Botafogo-SP Bragantino Confiança CSA Cuiabá Fortaleza Joinville Macaé Mogi Mirim Moto Club Remo Salgueiro Sampaio Corrêa São Bento Tombense Tupi Volta Redonda Ypiranga-RSLocalização dos times por Estado. Grupo A; Grupo B. Localização das equipes participantes da Série C de 2017 \| | Salgueiro           |
| Mangueirão | \| ASA Botafogo-PB Botafogo-SP Bragantino Confiança CSA Cuiabá Fortaleza Joinville Macaé Mogi Mirim Moto Club Remo Salgueiro Sampaio Corrêa São Bento Tombense Tupi Volta Redonda Ypiranga-RSLocalização dos times por Estado. Grupo A; Grupo B. Localização das equipes participantes da Série C de 2017 \| | \| ASA Botafogo-PB Botafogo-SP Bragantino Confiança CSA Cuiabá Fortaleza Joinville Macaé Mogi Mirim Moto Club Remo Salgueiro Sampaio Corrêa São Bento Tombense Tupi Volta Redonda Ypiranga-RSLocalização dos times por Estado. Grupo A; Grupo B. Localização das equipes participantes da Série C de 2017 \| | \| ASA Botafogo-PB Botafogo-SP Bragantino Confiança CSA Cuiabá Fortaleza Joinville Macaé Mogi Mirim Moto Club Remo Salgueiro Sampaio Corrêa São Bento Tombense Tupi Volta Redonda Ypiranga-RSLocalização dos times por Estado. Grupo A; Grupo B. Localização das equipes participantes da Série C de 2017 \| | \| ASA Botafogo-PB Botafogo-SP Bragantino Confiança CSA Cuiabá Fortaleza Joinville Macaé Mogi Mirim Moto Club Remo Salgueiro Sampaio Corrêa São Bento Tombense Tupi Volta Redonda Ypiranga-RSLocalização dos times por Estado. Grupo A; Grupo B. Localização das equipes participantes da Série C de 2017 \| | Cornélio de Barros  |
| Capacidade: 45 007 | \| ASA Botafogo-PB Botafogo-SP Bragantino Confiança CSA Cuiabá Fortaleza Joinville Macaé Mogi Mirim Moto Club Remo Salgueiro Sampaio Corrêa São Bento Tombense Tupi Volta Redonda Ypiranga-RSLocalização dos times por Estado. Grupo A; Grupo B. Localização das equipes participantes da Série C de 2017 \| | \| ASA Botafogo-PB Botafogo-SP Bragantino Confiança CSA Cuiabá Fortaleza Joinville Macaé Mogi Mirim Moto Club Remo Salgueiro Sampaio Corrêa São Bento Tombense Tupi Volta Redonda Ypiranga-RSLocalização dos times por Estado. Grupo A; Grupo B. Localização das equipes participantes da Série C de 2017 \| | \| ASA Botafogo-PB Botafogo-SP Bragantino Confiança CSA Cuiabá Fortaleza Joinville Macaé Mogi Mirim Moto Club Remo Salgueiro Sampaio Corrêa São Bento Tombense Tupi Volta Redonda Ypiranga-RSLocalização dos times por Estado. Grupo A; Grupo B. Localização das equipes participantes da Série C de 2017 \| | \| ASA Botafogo-PB Botafogo-SP Bragantino Confiança CSA Cuiabá Fortaleza Joinville Macaé Mogi Mirim Moto Club Remo Salgueiro Sampaio Corrêa São Bento Tombense Tupi Volta Redonda Ypiranga-RSLocalização dos times por Estado. Grupo A; Grupo B. Localização das equipes participantes da Série C de 2017 \| | Capacidade: 12 070  |
| | \| ASA Botafogo-PB Botafogo-SP Bragantino Confiança CSA Cuiabá Fortaleza Joinville Macaé Mogi Mirim Moto Club Remo Salgueiro Sampaio Corrêa São Bento Tombense Tupi Volta Redonda Ypiranga-RSLocalização dos times por Estado. Grupo A; Grupo B. Localização das equipes participantes da Série C de 2017 \| | \| ASA Botafogo-PB Botafogo-SP Bragantino Confiança CSA Cuiabá Fortaleza Joinville Macaé Mogi Mirim Moto Club Remo Salgueiro Sampaio Corrêa São Bento Tombense Tupi Volta Redonda Ypiranga-RSLocalização dos times por Estado. Grupo A; Grupo B. Localização das equipes participantes da Série C de 2017 \| | \| ASA Botafogo-PB Botafogo-SP Bragantino Confiança CSA Cuiabá Fortaleza Joinville Macaé Mogi Mirim Moto Club Remo Salgueiro Sampaio Corrêa São Bento Tombense Tupi Volta Redonda Ypiranga-RSLocalização dos times por Estado. Grupo A; Grupo B. Localização das equipes participantes da Série C de 2017 \| | \| ASA Botafogo-PB Botafogo-SP Bragantino Confiança CSA Cuiabá Fortaleza Joinville Macaé Mogi Mirim Moto Club Remo Salgueiro Sampaio Corrêa São Bento Tombense Tupi Volta Redonda Ypiranga-RSLocalização dos times por Estado. Grupo A; Grupo B. Localização das equipes participantes da Série C de 2017 \| |                     |
| Sampaio Corrêa | São Bento | Tombense | Tupi | Volta Redonda | Ypiranga de Erechim |
| Castelão | Walter Ribeiro | Almeidão (MG) | Mario Helênio | Raulino de Oliveira | Colosso da Lagoa    |
| Capacidade: 40 149 | Capacidade: 13 372 | Capacidade: 3 050 | Capacidade: 30 000 | Capacidade: 20 255 | Capacidade: 22 000  |
| | | | | |                     |
| ASA Botafogo-PB Botafogo-SP Bragantino Confiança CSA Cuiabá Fortaleza Joinville Macaé Mogi Mirim Moto Club Remo Salgueiro Sampaio Corrêa São Bento Tombense Tupi Volta Redonda Ypiranga-RSLocalização dos times por Estado. Grupo A; Grupo B. Localização das equipes participantes da Série C de 2017 | | | | |                     |

### Outros estádios
Além dos estádios de mando usual, outros estádios foram utilizados devido a punições de perda de mando de campo impostas pelo Superior Tribunal de Justiça Desportiva ou por conta de problemas de interdição dos estádios usuais ou simplesmente por opção dos clubes em mandar seus jogos em outros locais, geralmente buscando uma melhor renda.

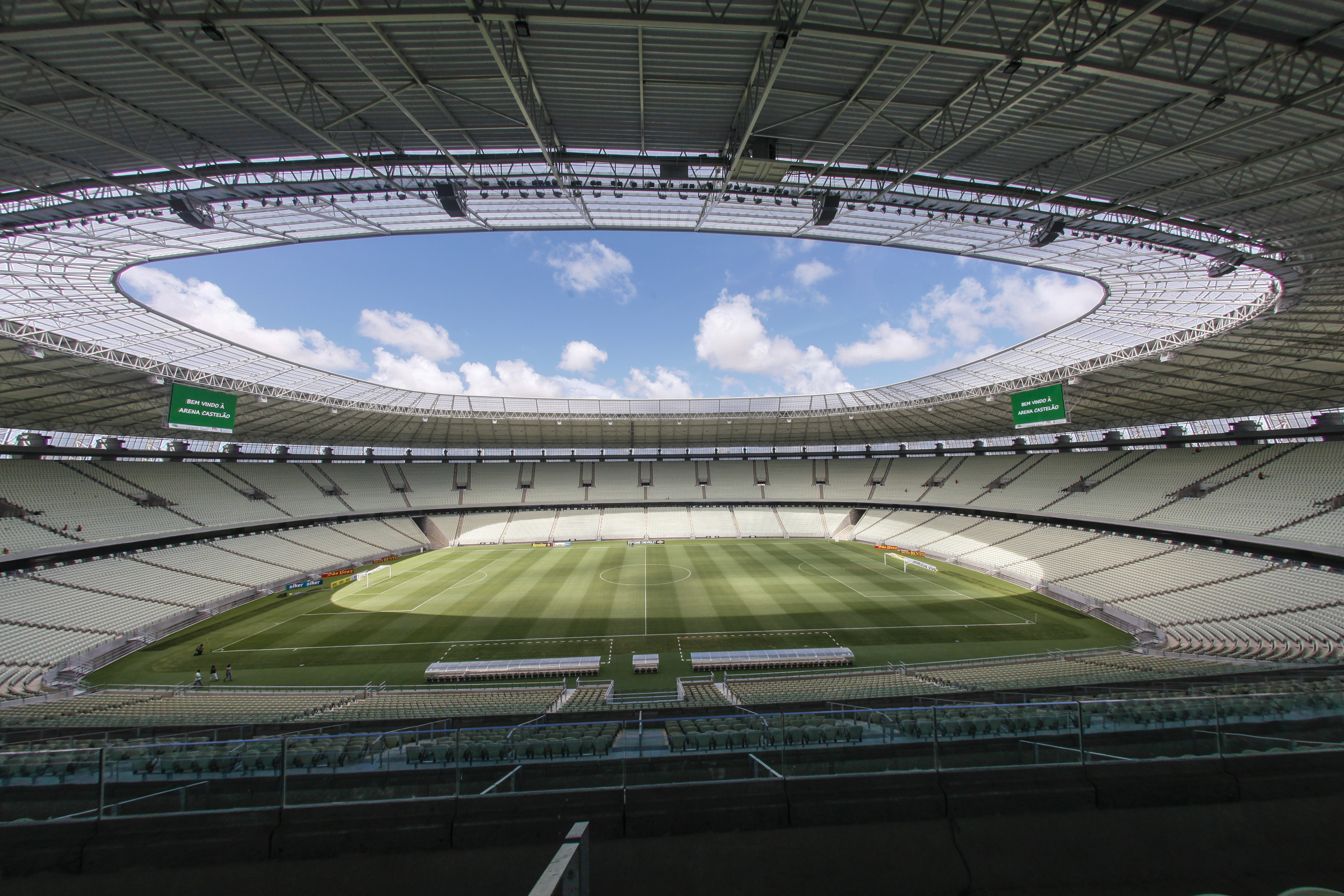
Arena Castelão (Fortaleza)

Também foram utilizados o José Liberatti (Osasco), o Eucy Resende (Saquarema) e o Nhozinho Santos (São Luís).

## Primeira fase

### Grupo A
| Pos | Equipes        | Pts | J  | V | E  | D | GP | GC | SG  | Classificação ou rebaixamento          |
| --- | -------------- | --- | -- | - | -- | - | -- | -- | --- | -------------------------------------- |
| 1   | Sampaio Corrêa | 32  | 18 | 9 | 5  | 4 | 24 | 20 | +4  | Zona de classificação à próxima fase   |
| 2   | CSA            | 32  | 18 | 8 | 8  | 2 | 21 | 12 | +9  | Zona de classificação à próxima fase   |
| 3   | Fortaleza      | 27  | 18 | 7 | 6  | 5 | 20 | 15 | +5  | Zona de classificação à próxima fase   |
| 4   | Confiança      | 25  | 18 | 6 | 7  | 5 | 23 | 25 | –2  | Zona de classificação à próxima fase   |
| 5   | Salgueiro      | 24  | 18 | 7 | 3  | 8 | 19 | 16 | +3  |                                        |
| 6   | Cuiabá         | 23  | 18 | 4 | 11 | 3 | 17 | 17 | 0   |                                        |
| 7   | Remo           | 22  | 18 | 5 | 7  | 6 | 19 | 21 | –2  |                                        |
| 8   | Botafogo-PB    | 21  | 18 | 6 | 3  | 9 | 18 | 21 | –3  |                                        |
| 9   | Moto Club      | 20  | 18 | 5 | 5  | 8 | 18 | 20 | –2  | Zona de rebaixamento à Série D de 2018 |
| 10  | ASA            | 13  | 18 | 2 | 7  | 9 | 11 | 23 | –12 | Zona de rebaixamento à Série D de 2018 |

### Confrontos
|                | ASA | BPB | CON | CSA | CUI | FOR | MOT | REM | SAL | SAM |
| -------------- | --- | --- | --- | --- | --- | --- | --- | --- | --- | --- |
| ASA            | —   | 2–1 | 1–2 | 0–0 | 2–3 | 1–1 | 0–1 | 1–0 | 1–1 | 0–1 |
| Botafogo-PB    | 0–0 | —   | 1–2 | 2–0 | 0–0 | 0–2 | 3–2 | 3–2 | 1–0 | 1–2 |
| Confiança      | 1–1 | 0–1 | —   | 2–0 | 1–1 | 2–0 | 1–1 | 0–1 | 2–1 | 2–2 |
| CSA            | 3–0 | 2–1 | 1–1 | —   | 0–0 | 1–0 | 2–1 | 2–0 | 2–0 | 1–1 |
| Cuiabá         | 1–1 | 1–0 | 1–2 | 1–1 | —   | 2–2 | 1–0 | 0–0 | 1–0 | 1–3 |
| Fortaleza      | 3–0 | 1–0 | 1–1 | 1–1 | 1–1 | —   | 1–0 | 1–1 | 1–0 | 3–0 |
| Moto Club      | 1–1 | 0–0 | 4–0 | 1–1 | 1–0 | 1–0 | —   | 1–1 | 0–2 | 1–2 |
| Remo           | 1–0 | 2–1 | 2–2 | 1–1 | 1–1 | 1–0 | 3–2 | —   | 0–1 | 1–2 |
| Salgueiro      | 2–0 | 1–0 | 4–1 | 0–1 | 1–1 | 1–2 | 2–0 | 2–1 | —   | 1–1 |
| Sampaio Corrêa | 1–0 | 2–3 | 2–1 | 0–2 | 1–1 | 2–0 | 0–1 | 1–1 | 1–0 | —   |

| Vitória do mandante Vitória do visitante Empate | Em negrito os jogos "clássicos". |

### Grupo B
| Pos | Equipes             | Pts | J  | V | E | D  | GP | GC | SG  | Classificação ou rebaixamento          |
| --- | ------------------- | --- | -- | - | - | -- | -- | -- | --- | -------------------------------------- |
| 1   | São Bento           | 31  | 18 | 8 | 7 | 3  | 20 | 10 | +10 | Zona de classificação à próxima fase   |
| 2   | Tupi                | 28  | 18 | 7 | 7 | 4  | 21 | 18 | +3  | Zona de classificação à próxima fase   |
| 3   | Tombense            | 26  | 18 | 6 | 8 | 4  | 19 | 17 | +2  | Zona de classificação à próxima fase   |
| 4   | Volta Redonda       | 25  | 18 | 6 | 7 | 5  | 24 | 17 | +7  | Zona de classificação à próxima fase   |
| 5   | Joinville           | 25  | 18 | 6 | 7 | 5  | 28 | 23 | +5  |                                        |
| 6   | Botafogo-SP         | 25  | 18 | 6 | 7 | 5  | 25 | 20 | +5  |                                        |
| 7   | Ypiranga de Erechim | 23  | 18 | 5 | 8 | 5  | 23 | 21 | +2  |                                        |
| 8   | Bragantino          | 21  | 18 | 4 | 9 | 5  | 16 | 19 | –3  |                                        |
| 9   | Macaé               | 19  | 18 | 5 | 4 | 9  | 16 | 28 | –12 | Zona de rebaixamento à Série D de 2018 |
| 10  | Mogi Mirim          | 13  | 18 | 3 | 4 | 11 | 15 | 34 | –19 | Zona de rebaixamento à Série D de 2018 |

### Confrontos
|               | BRP | BRG | JOI | MAC | MOG | SBN | TOM | TUP | VRE | YPI     |
| ------------- | --- | --- | --- | --- | --- | --- | --- | --- | --- | ------- |
| Botafogo-SP   | —   | 1–0 | 3–0 | 3–0 | 2–0 | 0–2 | 0–0 | 1–1 | 2–1 | 5–3     |
| Bragantino    | 2–2 | —   | 1–1 | 1–1 | 1–0 | 0–3 | 1–1 | 0–0 | 1–1 | 1–0     |
| Joinville     | 1–0 | 2–0 | —   | 2–4 | 8–1 | 1–1 | 2–0 | 1–1 | 2–0 | 2–1     |
| Macaé         | 3–2 | 1–0 | 1–0 | —   | 1–0 | 0–0 | 0–0 | 1–3 | 0–3 | 0–2     |
| Mogi Mirim    | 2–2 | 2–4 | 1–1 | 3–0 | —   | 0–0 | 1–1 | 2–0 | 2–1 | 0–3[wo] |
| São Bento     | 0–0 | 1–1 | 2–0 | 2–1 | 1–0 | —   | 2–1 | 2–0 | 1–0 | 1–2     |
| Tombense      | 2–1 | 0–0 | 2–2 | 2–1 | 2–1 | 3–2 | —   | 1–1 | 0–0 | 3–0     |
| Tupi          | 0–0 | 2–3 | 3–1 | 1–0 | 1–0 | 1–0 | 1–0 | —   | 3–1 | 0–2     |
| Volta Redonda | 2–0 | 1–0 | 0–0 | 3–1 | 4–0 | 0–0 | 2–0 | 2–2 | —   | 0–0     |
| Ypiranga-RS   | 1–1 | 0–0 | 2–2 | 1–1 | 2–0 | 0–0 | 0–1 | 1–1 | 3–3 | —       |

     Vitória do mandante
     Vitória do visitante
     Empate
- wo. ^ Os jogadores do Mogi Mirim se recusaram a entrar em campo devido a atrasos de salário e o time foi declarado perdedor por 3–0 (W.O.).[16]

### Desempenho por rodada
Clubes que lideraram o campeonato ao final de cada rodada:
|         | 1   | 2   | 3   | 4   | 5   | 6   | 7   | 8   | 9   | 10  | 11  | 12  | 13  | 14  | 15  | 16  | 17  | 18  |
| Grupo A | CSA | CSA | CSA | CSA | CSA | FOR | CSA | CSA | CSA | CSA | CSA | CSA | CSA | CSA | SAM | SAM | SAM | SAM |
| Grupo B | VRE | BRP | SBN | VRE | VRE | BRP | BRP | BRP | BRP | BRP | BRP | BRP | BRP | SBN | SBN | SBN | SBN | SBN |

Clubes que ficaram na última posição do campeonato ao final de cada rodada:
|         | 1   | 2   | 3   | 4   | 5   | 6   | 7   | 8   | 9   | 10  | 11  | 12  | 13  | 14  | 15  | 16  | 17  | 18  |
| Grupo A | ASA | MOT | CUI | CUI | CUI | CUI | SAL | SAL | SAL | CON | CON | ASA | ASA | ASA | ASA | ASA | ASA | ASA |
| Grupo B | MAC | MOG | MOG | MOG | MOG | MAC | JOI | MOG | MOG | MOG | MOG | MOG | MOG | MOG | MOG | MOG | MOG | MOG |

## Fase final
Em itálico, os times que possuem o mando de campo no primeiro jogo do confronto e em negrito os times classificados.
|  | Quartas-de-final    | Quartas-de-final    | Quartas-de-final    | Quartas-de-final    |       |           | Semifinais       | Semifinais       | Semifinais       | Semifinais       |  |           | Final              | Final              | Final              | Final              |  |  |
|  | 16 a 25 de setembro | 16 a 25 de setembro | 16 a 25 de setembro | 16 a 25 de setembro |       |           | 1 a 7 de outubro | 1 a 7 de outubro | 1 a 7 de outubro | 1 a 7 de outubro |  |           | 14 e 21 de outubro | 14 e 21 de outubro | 14 e 21 de outubro | 14 e 21 de outubro |  |  |
|  |                     |                     |                     |                     |       |           |                  |                  |                  |                  |  |           |                    |                    |                    |                    |  |  |
|  | Fortaleza*          | 2                   | 0                   | 2                   |       |           |                  |                  |                  |                  |  |           |                    |                    |                    |                    |  |  |
|  | Tupi                | 0                   | 1                   | 1                   |       |           |                  |                  |                  |                  |  |           |                    |                    |                    |                    |  |  |
|  | Tupi                | 0                   | 1                   | 1                   |       | Fortaleza | 1                | 2                | 3                |                  |  |           |                    |                    |                    |                    |  |  |
|  |                     |                     |                     |                     |       | Fortaleza | 1                | 2                | 3                |                  |  |           |                    |                    |                    |                    |  |  |
|  |                     | Sampaio Corrêa      | 0                   | 2                   | 2     |           |                  |                  |                  |                  |  |           |                    |                    |                    |                    |  |  |
|  | Volta Redonda       | Sampaio Corrêa      | 0                   | 2                   | 2     | 0         | 1                | 1                |                  |                  |  |           |                    |                    |                    |                    |  |  |
|  | Volta Redonda       |                     |                     |                     |       | 0         | 1                | 1                |                  |                  |  |           |                    |                    |                    |                    |  |  |
|  | Sampaio Corrêa*     | 1                   | 1                   | 2                   |       |           |                  |                  |                  |                  |  |           |                    |                    |                    |                    |  |  |
|  | Sampaio Corrêa*     | 1                   | 1                   | 2                   |       |           |                  |                  |                  |                  |  | Fortaleza | 1                  | 0                  | 1                  |                    |  |  |
|  |                     |                     |                     |                     |       |           |                  |                  |                  |                  |  | Fortaleza | 1                  | 0                  | 1                  |                    |  |  |
|  |                     | CSA                 | 2                   | 0                   | 2     |           |                  |                  |                  |                  |  |           |                    |                    |                    |                    |  |  |
|  | Confiança           | CSA                 | 2                   | 0                   | 2     | 0         | 0                | 0                |                  |                  |  |           |                    |                    |                    |                    |  |  |
|  | Confiança           |                     |                     |                     |       | 0         | 0                | 0                |                  |                  |  |           |                    |                    |                    |                    |  |  |
|  | São Bento*          | 2                   | 0                   | 2                   |       |           |                  |                  |                  |                  |  |           |                    |                    |                    |                    |  |  |
|  | São Bento*          | 2                   | 0                   | 2                   |       | São Bento | 0                | 1                | 1 (2)            |                  |  |           |                    |                    |                    |                    |  |  |
|  |                     |                     |                     |                     |       | São Bento | 0                | 1                | 1 (2)            |                  |  |           |                    |                    |                    |                    |  |  |
|  |                     | CSA (pen)           | 1                   | 0                   | 1 (4) |           |                  |                  |                  |                  |  |           |                    |                    |                    |                    |  |  |
|  | Tombense            | CSA (pen)           | 1                   | 0                   | 1 (4) | 0         | 0                | 0                |                  |                  |  |           |                    |                    |                    |                    |  |  |
|  | Tombense            |                     |                     |                     |       | 0         | 0                | 0                |                  |                  |  |           |                    |                    |                    |                    |  |  |
|  | CSA*                | 2                   | 1                   | 3                   |       |           |                  |                  |                  |                  |  |           |                    |                    |                    |                    |  |  |

*Classificados à Série B de 2018.

## Artilharia
| Gols | Jogador          | Time                |
| ---- | ---------------- | ------------------- |
| 13   | Rafael Grampola  | Joinville           |
| 8    | André Luis       | Ypiranga de Erechim |
| 8    | Max              | Tombense            |
| 8    | Michel           | CSA                 |
| 8    | Tito             | Confiança           |
| 7    | Cláudio Maradona | Macaé               |
| 7    | David Batista    | Volta Redonda       |
| 7    | Dico             | Botafogo-PB         |
| 7    | Isac             | Sampaio Corrêa      |

### Poker-tricks
| Jogador         | Clube     | Adversário | Placar  | Data          | Ref.   |
| --------------- | --------- | ---------- | ------- | ------------- | ------ |
| Rafael Grampola | Joinville | Mogi Mirim | 8–1 (C) | 9 de setembro | [ 18 ] |

(C) Em casa
(F) Fora de casa

## Maiores públicos
Estes são os dez maiores públicos do Campeonato:
| Nº | Público[PP] | Mandante       | Placar | Visitante      | Estádio        | Data           | Rodada    | Ref.   |
| -- | ----------- | -------------- | ------ | -------------- | -------------- | -------------- | --------- | ------ |
| 1  | 43 778      | Fortaleza      | 1–2    | CSA            | Arena Castelão | 14 de outubro  | Final     | [ 19 ] |
| 2  | 39 126      | Fortaleza      | 2–0    | Tupi           | Arena Castelão | 16 de setembro | Quartas   | [ 20 ] |
| 3  | 33 036      | Remo           | 1–2    | Sampaio Corrêa | Mangueirão     | 2 de setembro  | 17ª       | [ 21 ] |
| 4  | 32 568      | Fortaleza      | 1–0    | Moto Club      | Arena Castelão | 9 de setembro  | 18ª       | [ 22 ] |
| 5  | 32 018      | Sampaio Corrêa | 1–1    | Volta Redonda  | Castelão       | 23 de setembro | Quartas   | [ 23 ] |
| 6  | 28 277      | Fortaleza      | 1–0    | Sampaio Corrêa | Arena Castelão | 2 de outubro   | Semifinal | [ 24 ] |
| 7  | 18 124      | Remo           | 2–1    | Botafogo-PB    | Mangueirão     | 20 de agosto   | 15ª       | [ 25 ] |
| 8  | 16 893      | CSA            | 1–0    | Tombense       | Rei Pelé       | 25 de setembro | Quartas   | [ 26 ] |
| 9  | 15 835      | Remo           | 2–2    | Confiança      | Mangueirão     | 6 de agosto    | 13ª       | [ 27 ] |
| 10 | 15 097      | CSA            | 0–0    | Fortaleza      | Rei Pelé       | 21 de outubro  | Final     | [ 28 ] |

- PP. ^ Considera-se apenas o público pagante.

## Menores públicos
Estes são os dez menores públicos do Campeonato:
| Nº | Público[PP] | Mandante   | Placar | Visitante           | Estádio        | Data          | Rodada | Ref.   |
| -- | ----------- | ---------- | ------ | ------------------- | -------------- | ------------- | ------ | ------ |
| 1  | 98          | Mogi Mirim | 3–0    | Macaé               | Vail Chaves    | 2 de setembro | 17ª    | [ 29 ] |
| 2  | 101         | Mogi Mirim | 2–0    | Tupi                | Vail Chaves    | 17 de junho   | 6ª     | [ 30 ] |
| 3  | 104         | Mogi Mirim | 0–3    | Ypiranga de Erechim | Vail Chaves    | 12 de agosto  | 14ª    | [ 31 ] |
| 4  | 110         | Mogi Mirim | 2–4    | Bragantino          | Vail Chaves    | 3 de junho    | 4ª     | [ 32 ] |
| 5  | 127         | Macaé      | 1–0    | Bragantino          | Eucy Resende   | 20 de maio    | 2ª     | [ 33 ] |
| 6  | 128         | Mogi Mirim | 2–1    | Volta Redonda       | Vail Chaves    | 24 de junho   | 7ª     | [ 34 ] |
| 7  | 143         | Mogi Mirim | 1–1    | Joinville           | Vail Chaves    | 10 de julho   | 9ª     | [ 35 ] |
| 7  | 143         | Mogi Mirim | 1–1    | Tombense            | Vail Chaves    | 29 de julho   | 12ª    | [ 36 ] |
| 9  | 180         | Mogi Mirim | 0–0    | São Bento           | José Liberatti | 13 de maio    | 1ª     | [ 37 ] |
| 9  | 180         | Tupi       | 3–1    | Volta Redonda       | Mario Helênio  | 1 de julho    | 8ª     | [ 38 ] |

- PP. ^ Considera-se apenas o público pagante.

## Médias de público
Estas são as médias de público dos clubes no Campeonato. Considera-se apenas os jogos da equipe como mandante e o público pagante:
| Pos. | Time                | Média  | Total   | Mandos[PF] | Maior  | Menor |
| ---- | ------------------- | ------ | ------- | ---------- | ------ | ----- |
| 1    | Fortaleza           | 18 175 | 218 099 | 12         | 43 778 | 6 697 |
| 2    | Remo                | 12 358 | 111 222 | 9          | 33 036 | 6 061 |
| 3    | CSA                 | 8 660  | 103 925 | 12         | 16 893 | 3 785 |
| 4    | Sampaio Corrêa      | 8 359  | 91 944  | 11         | 32 018 | 2 456 |
| 5    | Botafogo-PB         | 7 514  | 67 624  | 9          | 9 492  | 6 274 |
| 6    | Confiança           | 5 351  | 53 506  | 10         | 13 660 | 1 668 |
| 7    | Joinville           | 3 785  | 34 069  | 9          | 4 900  | 1 915 |
| 8    | Botafogo-SP         | 3 072  | 27 646  | 9          | 4 280  | 2 376 |
| 9    | São Bento           | 2 408  | 26 483  | 11         | 9 435  | 884   |
| 10   | Moto Club           | 2 392  | 21 532  | 9          | 5 641  | 1 565 |
| 11   | Salgueiro           | 1 345  | 12 109  | 9          | 1 639  | 1 083 |
| 12   | Volta Redonda       | 1 317  | 13 167  | 10         | 4 987  | 546   |
| 13   | Tupi                | 965    | 9 647   | 10         | 5 251  | 180   |
| 14   | ASA                 | 949    | 7 588   | 8          | 2 546  | 500   |
| 15   | Tombense            | 785    | 7 848   | 10         | 3 050  | 293   |
| 16   | Ypiranga de Erechim | 676    | 6 083   | 9          | 922    | 210   |
| 17   | Cuiabá              | 574    | 5 169   | 9          | 923    | 211   |
| 18   | Bragantino          | 561    | 5 048   | 9          | 772    | 265   |
| 19   | Macaé               | 405    | 3 238   | 8          | 612    | 127   |
| 20   | Mogi Mirim          | 144    | 1 299   | 9          | 292    | 98    |

- PF. ^ Jogos com portões fechados não são considerados.

## Mudança de técnicos
| Clube       | Antecessor         | Motivo                  | Data          | Última partida               | Rod | Pos         | Sucessor                      | Ref.          |
| ----------- | ------------------ | ----------------------- | ------------- | ---------------------------- | --- | ----------- | ----------------------------- | ------------- |
| ASA         | Maurílio Silva     | Demitido                | 5 de junho    | Fortaleza 3–0 ASA            | 4ª  | 9º (Gr. A)  | Marcelo Vilar[a1]             | [ 40 ] [ 41 ] |
| Mogi Mirim  | Mário Júnior       | Remanejado              | 8 de junho    | Mogi Mirim 2–4 Bragantino    | 4ª  | 10º (Gr. B) | Marcelo Veiga                 | [ 42 ]        |
| Remo        | Josué Teixeira     | Demitido                | 12 de junho   | Remo 1–1 CSA                 | 5ª  | 4º (Gr. A)  | Oliveira Canindé              | [ 43 ] [ 44 ] |
| Cuiabá      | Roberto Fonseca    | Demitido                | 12 de junho   | Cuiabá 2–2 Fortaleza         | 5ª  | 10º (Gr. A) | Moacir Júnior                 | [ 45 ] [ 46 ] |
| Joinville   | Fabinho Santos     | Resignado               | 24 de junho   | Macaé 1–0 Joinville          | 7ª  | 9º (Gr. B)  | Pingo                         | [ 47 ] [ 48 ] |
| Moto Club   | Leston Júnior      | Resignado               | 3 de julho    | Cuiabá 1–0 Moto Club         | 8ª  | 9º (Gr. A)  | Marcinho Guerreiro (interino) | [ 49 ]        |
| Bragantino  | Alberto Félix      | Resignado               | 4 de julho    | Joinville 2–0 Bragantino     | 8ª  | 9º (Gr. B)  | Roberto Fonseca               | [ 50 ] [ 51 ] |
| Remo        | Oliveira Canindé   | Demitido                | 10 de julho   | Remo 0–1 Salgueiro           | 9ª  | 5º (Gr. A)  | Leo Goiano                    | [ 52 ]        |
| Confiança   | Leandro Sena       | Demitido                | 16 de julho   | Salgueiro 4–1 Confiança      | 10ª | 9º (Gr. A)  | Roberto Fernandes             | [ 53 ] [ 54 ] |
| Macaé       | Antônio Carlos Roy | Demitido                | 16 de julho   | Macaé 0–3 Volta Redonda      | 10ª | 8º (Gr. B)  | Luciano Leandro               | [ 55 ] [ 56 ] |
| Ypiranga-RS | Guilherme Macuglia | Demitido                | 31 de julho   | Ypiranga-RS 0–0 Bragantino   | 12ª | 6º (Gr. B)  | Hélio Vieira                  | [ 57 ]        |
| Confiança   | Roberto Fernandes  | Contratado pelo Náutico | 1 de agosto   | Confiança 1–1 Moto Club      | 12ª | 9º (Gr. A)  | Ailton Silva                  | [ 58 ] [ 59 ] |
| Botafogo-PB | Itamar Schülle     | Demitido                | 1 de agosto   | CSA 2–1 Botafogo-PB          | 12ª | 7º (Gr. A)  | Ademir Fonseca                | [ 60 ] [ 61 ] |
| Mogi Mirim  | Marcelo Veiga      | Resignado               | 4 de agosto   | Mogi Mirim 1–1 Tombense      | 12ª | 10º (Gr. B) | Lecheva[a2]                   | [ 62 ] [ 63 ] |
| Macaé       | Luciano Leandro    | Demitido                | 8 de agosto   | Macaé 0–2 Ypiranga-RS        | 13ª | 9º (Gr. B)  | Josué Teixeira                | [ 64 ]        |
| Botafogo-SP | Rodrigo Fonseca    | Demitido                | 19 de agosto  | Macaé 3–2 Botafogo-SP        | 15ª | 4º (Gr. B)  | Vica                          | [ 65 ] [ 66 ] |
| Fortaleza   | Paulo Bonamigo     | Resignado               | 20 de agosto  | Sampaio Corrêa 2–0 Fortaleza | 15ª | 3º (Gr. A)  | Antônio Carlos Zago           | [ 67 ] [ 68 ] |
| Bragantino  | Roberto Fonseca    | Resignado               | 21 de agosto  | Bragantino 1–1 Tombense      | 15ª | 8º (Gr. B)  | Marcelo Veiga                 | [ 69 ] [ 70 ] |
| Botafogo-PB | Ademir Fonseca     | Resignado               | 28 de agosto  | Botafogo-PB 1–2 Confiança    | 16ª | 8º (Gr. A)  | Ramiro Souza                  | [ 71 ] [ 72 ] |
| ASA         | Marcelo Vilar      | Demitido                | 4 de setembro | Botafogo-PB 0–0 ASA          | 17ª | 10º (Gr. A) | Moisés Lima (interino)        | [ 73 ] [ 74 ] |
| CSA         | Ney da Matta       | Demitido                | 7 de setembro | CSA 2–0 Salgueiro            | 17ª | 2º (Gr. A)  | Flávio Araújo[a3]             | [ 75 ] [ 76 ] |

- A1 ^  Moisés Lima comandou o ASA interinamente na 5ª rodada.[77]
- A2 ^  Mário Júnior comandou o Mogi Mirim interinamente na 13ª rodada.[63]
- A3 ^ Jacozinho comandou o CSA interinamente na 18ª rodada.[78]

## Premiação
| Campeonato Brasileiro 2017 Série C           |
| Alagoas                                      |
| -------------------------------------------- |
| Centro Sportivo Alagoano Campeão (1º título) |

## Classificação geral
A classificação geral dá prioridade ao clube que avançou mais fases, e ao campeão, mesmo que tenha menor pontuação.
| Pos | Equipes             | Pts | J  | V  | E  | D  | GP | GC | SG  | Classificação ou rebaixamento                            |
| --- | ------------------- | --- | -- | -- | -- | -- | -- | -- | --- | -------------------------------------------------------- |
| 1   | CSA                 | 45  | 24 | 12 | 9  | 3  | 27 | 14 | +13 | Promovidos à Série B em 2018 e finalistas                |
| 2   | Fortaleza           | 35  | 24 | 9  | 8  | 7  | 26 | 20 | +6  | Promovidos à Série B em 2018 e finalistas                |
| 3   | São Bento           | 38  | 22 | 10 | 8  | 4  | 23 | 11 | +12 | Promovidos à Série B em 2018 e eliminados nas semifinais |
| 4   | Sampaio Corrêa      | 37  | 22 | 10 | 7  | 5  | 28 | 24 | +4  | Promovidos à Série B em 2018 e eliminados nas semifinais |
| 5   | Tupi                | 31  | 20 | 8  | 7  | 5  | 22 | 20 | +2  | Eliminados nas quartas de final                          |
| 6   | Volta Redonda       | 26  | 20 | 6  | 8  | 6  | 25 | 19 | +6  | Eliminados nas quartas de final                          |
| 7   | Tombense            | 26  | 20 | 6  | 8  | 6  | 19 | 20 | –1  | Eliminados nas quartas de final                          |
| 8   | Confiança           | 26  | 20 | 6  | 8  | 6  | 23 | 27 | –4  | Eliminados nas quartas de final                          |
| 9   | Joinville           | 25  | 18 | 6  | 7  | 5  | 28 | 23 | +5  | Eliminados na primeira fase                              |
| 10  | Botafogo-SP         | 25  | 18 | 6  | 7  | 5  | 25 | 20 | +5  | Eliminados na primeira fase                              |
| 11  | Salgueiro           | 24  | 18 | 7  | 3  | 8  | 19 | 16 | +3  | Eliminados na primeira fase                              |
| 12  | Ypiranga de Erechim | 23  | 18 | 5  | 8  | 5  | 23 | 21 | +2  | Eliminados na primeira fase                              |
| 13  | Cuiabá              | 23  | 18 | 4  | 11 | 3  | 17 | 17 | 0   | Eliminados na primeira fase                              |
| 14  | Remo                | 22  | 18 | 5  | 7  | 6  | 19 | 21 | –2  | Eliminados na primeira fase                              |
| 15  | Botafogo-PB         | 21  | 18 | 6  | 3  | 9  | 18 | 21 | –3  | Eliminados na primeira fase                              |
| 16  | Bragantino          | 21  | 18 | 4  | 9  | 5  | 16 | 19 | –3  | Eliminados na primeira fase                              |
| 17  | Moto Club           | 20  | 18 | 5  | 5  | 8  | 18 | 20 | –2  | Rebaixados à Série D de 2018                             |
| 18  | Macaé               | 19  | 18 | 5  | 4  | 9  | 16 | 28 | –12 | Rebaixados à Série D de 2018                             |
| 19  | Mogi Mirim          | 13  | 18 | 3  | 4  | 11 | 15 | 34 | –19 | Rebaixados à Série D de 2018                             |
| 20  | ASA                 | 13  | 18 | 2  | 7  | 9  | 11 | 23 | –12 | Rebaixados à Série D de 2018                             |